# 聂贤
聶賢（1461年—1540年），字承之，號鳳山，四川重慶府長壽縣（今重慶市长寿区）人，明朝政治人物。官至刑部尚書。

## 生平
弘治三年（1490年）登庚戌科三甲三十三名進士，任湖廣武昌縣知縣。弘治七年（1894年），調麻城县知縣。弘治十一年（1498年），升山西道監察御史。
正德元年，改廣東巡按御史。正德五年，为雲南按察司副使。正德九年，担任湖廣按察司副使。正德十二年，担任湖廣按察使。两年后，为湖廣右布政使。正德十六年（1521年），任河南左布政使，同年以都察院右副都御史、南贛巡撫。嘉靖四年（1525年），为南京都察院右副都御史，提督操江。随后升南京都察院右都御史。次年，担任南京刑部尚書，改南京都察院左都御史。嘉靖六年（1527年）因李福達案，削職為民。嘉靖十一年（1532年），起為工部尚書，同年改都察院左都御史。嘉靖十二年（1533年），为刑部尚書。嘉靖十九年（1540年）七月卒，詔賜祭葬，如例贈太子少保，謚榮襄。。

## 家族
曾祖聶成，祖聶子信，父聶濂，母徐氏。严侍下。弟聶春

### 引用
1. ↑  《大明世宗肅皇帝實錄·卷之八十》
2. ↑  清·张廷玉等，《明史》（卷206）：聶賢，長壽人。爲御史清廉。奪官五年，用薦起工部尚書，改刑部尚書。致仕，卒。谥榮襄。
3. ↑  《弘治三年庚戌科進士登科錄》：匠籍，治《詩經》，年三十歲中式弘治三年庚戌科第三甲第三十三名進士。七月初五日生，行一，曾祖聶成；祖聶子信；父聶濂，州判官；母徐氏。嚴侍下，妻周氏，弟春。由縣學生中式四川鄉試第六十六名舉人，會試中式第七十六名。

### 文目
- 《國朝列卿紀》
- 《漢籍電子文獻資料庫-明史．列傳 ,206卷 ,5431
- 《明史稿列傳》 ,2冊190卷 ,254
- 《明分省人物考》 ,12冊108卷 ,123
- 《明實錄：武宗實錄》 ,69卷
- 《明督撫年表》 ,4卷 ,481
- 《明實錄：世宗實錄》 ,57卷
- 《明實錄：世宗實錄》 ,173卷